# Herbert Otto Roth
Herbert Otto Roth, in Neuseeland später häufig auch Bert Roth genannt (* 7. Dezember 1917 in Wien, Österreich-Ungarn; † 27. Mai 1994 in Mount Eden, Auckland, Neuseeland), war österreichisch-neuseeländischer Sozialist, Historiker und Bibliothekar an der University of Auckland.

## Frühen Jahre
Herbert Otto Roth wurde am 7. Dezember 1917 als Sohn der Eheleute Therese Pepi Heilpern und ihrem Mann Emil Roth, einem Eisenbahningenieur, in Wien geboren. Er galt als Kind als etwas introvertiert und als eifriger Leser von Büchern.
Schon recht früh an der politischen Linken interessiert, schloss er sich während seines letzten Schuljahrs 1934 dem Roten Studentenbund in Wien an. 1935 schrieb sich Roth an der Philosophischen Fakultät der Universität in Wien ein und studierte Physik und Chemie, brach aber 1938 sein Studium auf Grund der politischen Veränderungen in Österreich im 6. Studiensemester ab. 1936 trat er den Roten Falken bei und wurde bereits im September 1937 ihr Landesvorsitzender.

## Flucht vor dem Nationalsozialismus
Nach der Annexion Österreichs durch Nazi-Deutschland im März 1938 und seiner Einberufung zum Militärdienst, floh Roth über Deutschland in die Schweiz und später nach Frankreich. In Grenoble versuchte Roth sein Studium der Chemie fortzusetzen, wurde aber nach Beginn des Zweiten Weltkrieges in Frankreich als Feind interniert. Seine Mutter, die 1938 nach England geflohen war, verhalf ihm im Februar 1940, nach Neuseeland zu emigrieren.

## Leben und Wirken in Neuseeland
Von Frankreich kommend erreichte Roth Wellington im April 1940, wo er nicht als politischer Flüchtling anerkannt wurde, sondern als Einwanderer aus Feindesland angesehen wurde. Über die Kontakte seiner Mutter begegnete Roth dem einflussreichen neuseeländischen linken Ökonomen und Intellektuellen Bill Sutch, der sein Mentor werden sollte. Roth besuchte sein Lesungen in der Workers' Educational Associations (WEA) in Wellington und fand sehr bald Anschluss an die politische Linke in Neuseeland.
1941 wurde er Mitglied der Society for Closer Relations with Russia (Gesellschaft für engere Beziehungen zu Russland). Er wurde Gründungsmitglied des linken Young People’s Club und dessen erster gewählte Sekretär. Doch das Department of Justice intervenierte, da man in ihm einen feindlichen Ausländer sah. Roth beantragte 1944 die neuseeländische Staatsbürgerschaft, die er im März 1946 dann auch erhielt.
Seit seiner Ankunft in Neuseeland, arbeitete Roth in verschiedenen Jobs in den unterschiedlichsten Branchen, wie als Aushilfskraft in einer Gießerei, als Arbeiter auf einer Milchfarm in Wairarapa, als Holzarbeiter in Petone und als Zimmermannslehrling in der Firma Fletcher Construction. 1944 zum Kriegsdienst gerufen, ging er zur Royal New Zealand Air Force und arbeitete für sie auf den Norfolk Island als Meteorologe. Während seiner Dienstzeit in der Air Force schrieb er sich an dem Victoria College in Wellington ein und schloss sein Studium 1946 mit dem Bachelor ab. Im August 1946 arbeitete er zuerst als Meteorologe im zivilen Bereich im Stadtteil Rongotai, dort wo sich heute der Flughafen in Wellington befindet.
Am 29. November 1946 heiratete Roth seine Frau Margaret Frances Hogben, eine Journalistin und spätere Poetin. Bekannt wurde sie später unter dem Namen Margot Roth. Aus der Ehe gingen zwei Söhne und eine Tochter hervor.
1947 besuchte Roth die New Zealand Library School, gefolgt von einer Beschäftigung als ein Abteilungsleiter im National Library Service in Wellington ein Jahr später. 1952 übernahm er eine andere Abteilung und blieb dort bis 1961. 1956 wurde er assoziiertes Mitglied der New Zealand Library Association, 1964 deren Mitglied (F.N.Z.L.A) und später deren Präsident. Von Januar 1962 an bis zu seiner Pensionierung im Januar 1983 arbeitete er als stellvertretender Bibliothekar an der University of Auckland. 1968 übernahm er zusätzlich Verantwortung als Archivar.
Roths erstes Buch wurde 1952 herausgegeben. Es war eine Biografie über den neuseeländischen Pädagogen George Hogben, seinem Schwiegervater. In den 1950er und 1960er erschienen die meisten seiner Schrift in akademischen Zeitschriften. Danach folgten weitere Veröffentlichungen in Buchform. Doch die meisten seiner Schriften sind unveröffentlicht. Seine Sammlung historischer Dokumente, angefangen vom sogenannten Waterfront Dispute im Jahr 1951, bei dem bis zu 22.000 Hafenarbeiter über 151 Tage im Streik waren, bis zu Dokumenten, die er bis zu seinem Tod zusammentrug, kann als Nachlass heute noch über die Alexander Turnbull Library in Wellington eingesehen werden.
Roth lebte von seiner Frau ab 1981 getrennt und wurde am 6. Juni 1984 geschieden. Er starb am 27. Mai 1994 in seinem Haus in Mount Eden.

## Werke
- Herbert Otto Roth: George Hogben: a biography. Whitcombe & Tombs, Christchurch 1952 (englisch, Im Auftrage des New Zealand Council for Educational Research).
- Herbert Otto Roth: Trade Unions in New Zealand, Past and Present. Reed Education, Wellington 1973 (englisch).
- Herbert Otto Roth: The Historical Framework. In: John Deeks (Hrsg.): Industrial Relations in New Zealand. 1978 (englisch).
- Bert Roth, Janny Hammond: Toil and Trouble The Struggle for a Better Life in New Zealand. Methuen Publishing Ltd, Auckland 1981, ISBN 0-456-02860-9 (englisch).
- Bert Roth: Along the line: 100 years of Post Office Unionism. Hrsg.: New Zealand Post Office Union. Wellington 1990, ISBN 0-473-00958-7 (englisch).
- Herbert Otto Roth: New Zealand Trade Unions – a Bibliography. Auckland University Press, Auckland 1994, ISBN 0-19-647967-3 (englisch, 2. Ausgabe).
- Herbert Otto Roth: Parnell, Samuel Duncan (exemplarisch). In: Ministry for Culture & Heritage (Hrsg.): Dictionary of New Zealand Biography. ISBN 978-0-478-18451-8 (englisch, Online [abgerufen am 28. Oktober 2012] Roth schrieb unterschiedlichste Biografien für das Lexikon).
- war Autor verschiedener Artikel zu Personen und Themen der Arbeiterklasse im An Encyclopaedia of New Zealand, Wellington, 1966, herausgegeben von Alexander Hare McLintock.